# アウグスト・ベーア
アウグスト・ベーア (August Beer、1825年7月31日 - 1863年11月18日) は、ユダヤ系ドイツ人の物理学者、化学者、数学者である。 

## 経歴
ベーアは1825年にトリーアで生まれ、専門学校やギムナジウムで数学や自然科学の教育を受け、ボンで数学者、物理学者のユリウス・プリュッカーの下で数学や自然科学を学ぶ。 1848年に博士号を取得し、その2年後にはボン大学の講師に任命される。1852年、ベーアは種々の塩で着色された水溶液への赤色光の吸収に関する論文を発表した。この論文ではある波長で溶液を通過した光の強度が光路長dと溶液の濃度cの指数関数的に減少するというピエール・ブーゲとヨハン・ハインリヒ・ランベルトの吸収の理論を用いた。実際、彼の論文で定義された「吸収効率」はその溶液の透過率を表しており、濃縮溶液の透過率は希薄溶液の透過率の測定から導き出すことができることを指摘した。

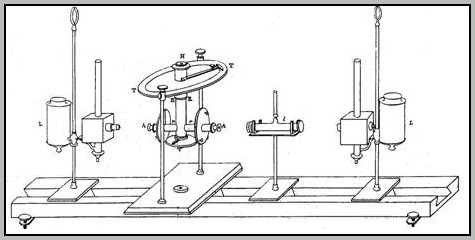
ベールの考案した光度計

実際、任意の濃度や光路長で計測された透過率は任意の濃度と任意の光路長に対応する透過率に正規化されることを彼は確かめた。また、ベールは光度計も考案している。その後も彼は科学研究を続け、1854年に『高等光学入門』(Einleitung in die höhere Optik)を著している。彼の光学に関する研究成果はヨハン・ハインリヒ・ランベルトの研究物と共にまとめられ、ランベルト・ベールの法則が定式化された。

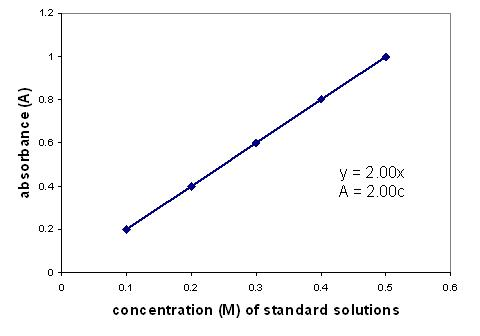
ランベルト・ベールの法則によるプロットの例

1855年にボン大学の数学教授に任命される。1863年にボンで死去。その2年後に彼の著書の"Einheit in der Electrostatik"が出版された。

## 著作
- Beer, August (1865). Einleitung in die Elektrostatik, die Lehre vom Magnetismus und die Elektrodynamik. Braunschweig: Friedrich Vieweg und Sohn